# Evangelische Kirche

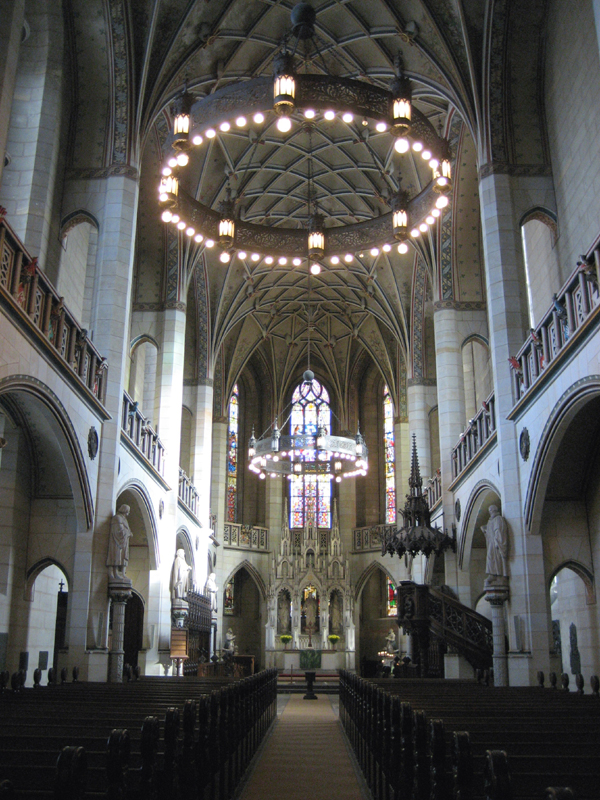
Blick ins Schiff der Schlosskirche zu Wittenberg

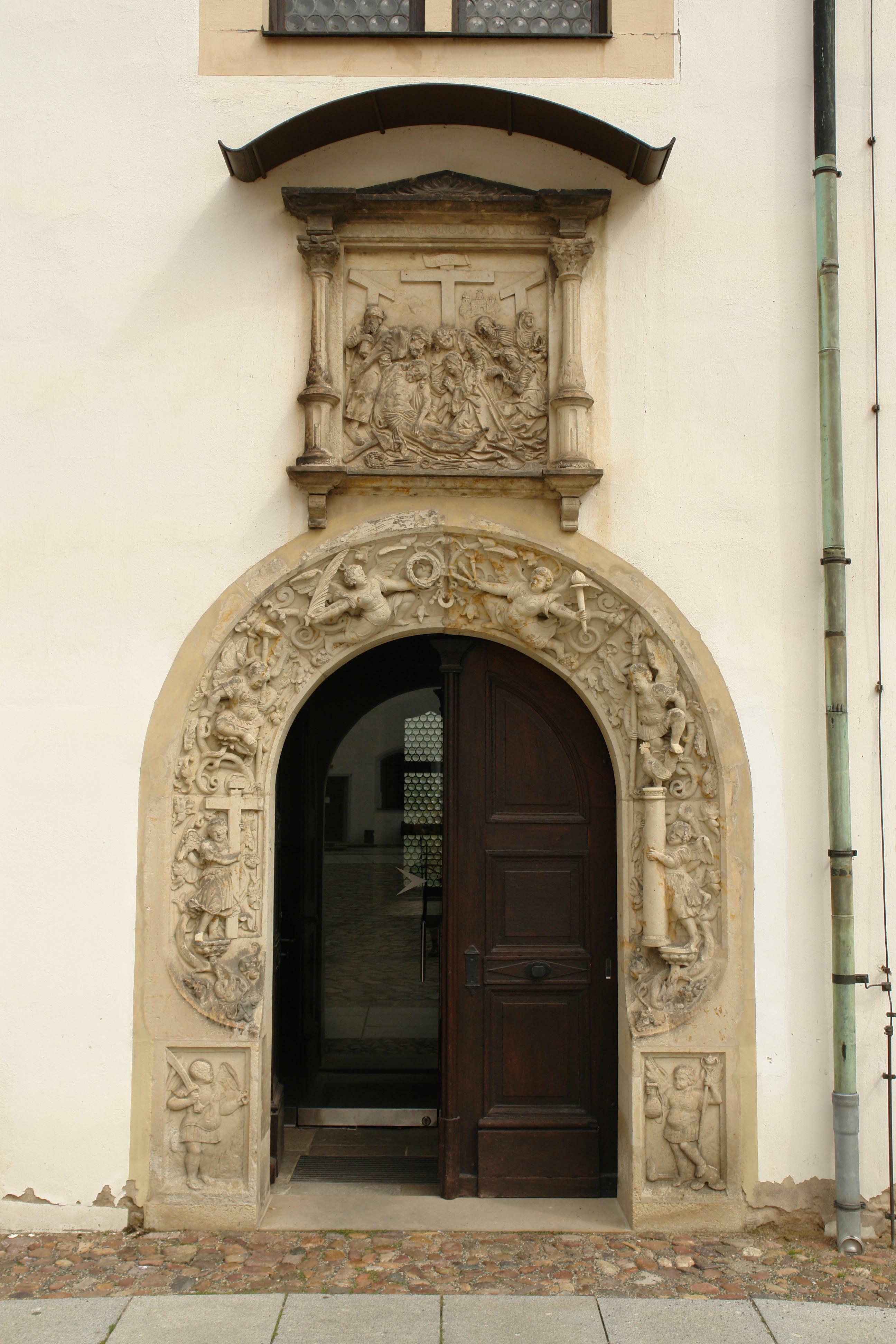
Die Torgauer Schlosskapelle von 1544 gilt als einer der ersten evangelischen Kirchenneubauten in der Welt.

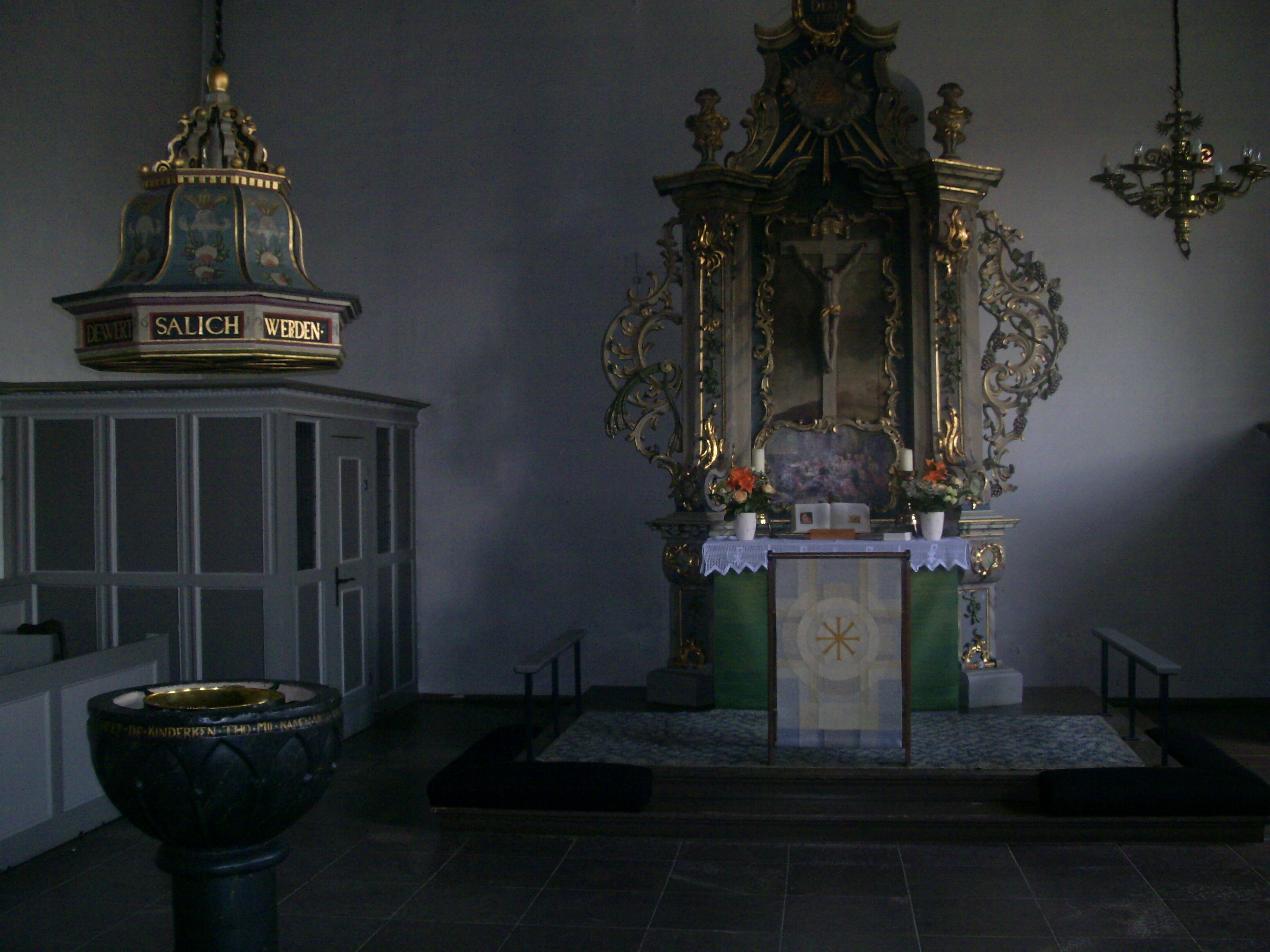
Altar des evangelisch-lutherischen Kirchenbaus in Flensburg-Adelby

Als evangelische Kirche bezeichnen sich Kirchen in der Tradition der Reformation. Weitgehend synonym wird hierfür auch der Terminus protestantische Kirche verwendet.

## Geschichte des Begriffs
Bereits im Mittelalter fand der Begriff Verwendung, unter anderem in der kirchenkritischen Parole Vita evangelica et apostolica. In der Reformationszeit wurde der Begriff evangelisch (d. h.: der biblischen Botschaft des Evangeliums gemäß) bewusst kirchenkritisch in einem Gegensatz zur katholischen Kirche angewandt. Der Begriff wurde von Martin Luther zur Bezeichnung seiner Lehre und seiner Anhänger verwendet, nachdem man diese als Lutheraner bezeichnet hatte. Diese Bezeichnung nach seiner Person lehnte er entschieden ab. Im Selbstverständnis der Evangelischen ist ihre Glaubenslehre anders als die der römisch-katholischen Kirche direkt an das Evangelium angelehnt.
Im Zuge der Konfessionalisierung wurde die Bezeichnung evangelische Kirche zum Oberbegriff für lutherische wie reformierte Kirchen. Für beide Gruppierungen wird der Begriff nach dem Westfälischen Frieden durch das Corpus Evangelicorum auch zu einem Verfassungsbegriff. Ebenfalls als evangelisch bezeichnen sich viele der staatsunabhängigen Freikirchen. Der oft synonym verwendete Begriff „protestantische Kirche“ bezog sich auf die historische Speyerer Protestation der evangelischen Fürsten auf dem Reichstag von 1529 in Speyer.
Die Bezeichnung evangelisch muss unterschieden werden vom relativ neuen Begriff evangelikal, der vom englischsprachlichen evangelical ins Deutsche rückübertragen wurde und hier als Bezeichnung einer bestimmten Strömung innerhalb (und außerhalb) der (evangelischen) Kirchen verwendet wird.

## Lehre
Der gemeinsame Nenner der evangelischen Kirchen sind die „vier Soli“ der Reformation:
- Sola fide – allein durch den Glauben wird der Mensch gerechtfertigt, nicht durch gute Werke – Röm 3,28 LUT: So halten wir nun dafür, dass der Mensch gerecht wird ohne des Gesetzes Werke, allein durch den Glauben.
- Sola gratia – allein durch die Gnade Gottes wird der Mensch errettet, nicht durch eigenes Tun
- Solus Christus – allein Christus, nicht die Kirche, hat Autorität über Gläubige
- Sola scriptura – allein die (Heilige) Schrift ist die Grundlage des christlichen Glaubens, nicht die Tradition der Kirche

## Evangelische Kirchen

### Weltweit organisierte Kirchen
- Heilsarmee
- Herrnhuter Brüdergemeine
- Kirche des Nazareners
- Lettische Evangelisch-Lutherische Kirche weltweit
- Siebenten-Tags-Adventisten
- United Methodist Church (im deutschen Sprachraum als Evangelisch-methodistische Kirche, EmK)
- Wesleyan Church

### Europa
- Gemeinschaft Evangelischer Kirchen in Europa, Zusammenschluss fast aller lutherischen, reformierten, unierten, methodistischen und vorreformatorischen Kirchen in Europa (Leuenberger Kirchengemeinschaft)

#### Belgien
- Vereinigte Protestantische Kirche von Belgien

#### Dänemark
- Dänische Volkskirche

#### Deutschland
- Evangelische Kirche in Deutschland (EKD), Zusammenschluss aller lutherischen, reformierten und unierten Landeskirchen in Deutschland
  - Vereinigte Evangelisch-Lutherische Kirche Deutschlands (VELKD), Zusammenschluss evangelisch-lutherischer Landeskirchen innerhalb der EKD
  - Union Evangelischer Kirchen (UEK): Zusammenschluss unierter und reformierter Kirchen innerhalb der EKD
- Bund Evangelisch-reformierter Kirchen Deutschlands
- Evangelisch-altreformierte Kirche in Niedersachsen
- Selbständige Evangelisch-Lutherische Kirche (SELK)
- Dänische Kirche in Südschleswig (DKS)
- Bund Evangelisch-Freikirchlicher Gemeinden (Baptisten- und Brüdergemeinden, BEFG)
- Bund Freier evangelischer Gemeinden in Deutschland (BFeG)

Weitere evangelische Kirchen in Deutschland, die auch teilweise nicht den Begriff evangelisch im Namen tragen, siehe auch unter Vereinigung Evangelischer Freikirchen oder Freikirche.

#### Estland
- Estnische Evangelisch-Lutherische Kirche

#### Finnland
- Evangelisch-Lutherische Kirche Finnlands

#### Frankreich
- Vereinigte Protestantische Kirche Frankreichs
- Union Protestantischer Kirchen von Elsass und Lothringen, bestehend aus
  - Protestantische Kirche Augsburgischen Bekenntnisses von Elsass und Lothringen
  - Reformierte Kirche von Elsass und Lothringen

#### Griechenland
- Griechische Evangelische Kirche
- Evangelische Kirche deutscher Sprache in Griechenland

#### Island
- Isländische Staatskirche

#### Italien
- Evangelisch-Lutherische Kirche in Italien
- Evangelische Waldenserkirche (Chiesa Evangelica Valdese)

#### Lettland
- Evangelisch-Lutherische Kirche Lettlands

#### Liechtenstein
- Evangelische Kirche im Fürstentum Liechtenstein
- Bund Evangelisch-Lutherischer Kirchen in der Schweiz und im Fürstentum Liechtenstein

#### Litauen
- Evangelisch-Lutherische Kirche in Litauen
- Evangelisch-Reformierte Kirche in Litauen

#### Luxemburg
- Evangelische Kirche von Luxemburg
- Protestantisch-Reformierte Kirche von Luxemburg H. B.

#### Niederlande
- Protestantische Kirche in den Niederlanden, fusioniert aus der
  - Evangelisch-Lutherischen Kirche im Königreich der Niederlande
  - Gereformeerde Kerken in Nederland
  - Niederländisch-reformierten Kirche

Weitere evangelische Kirchen in den Niederlanden, die auch teilweise nicht den Begriff evangelisch im Namen tragen, siehe auch unter Liste der niederländischen reformierten Kirchen

#### Norwegen
- Norwegische Kirche

#### Österreich
- Evangelische Kirche A. u. H. B., Zusammenschluss der lutherischen und reformierten Kirche in Österreich
  - Evangelische Kirche A.B. (Augsburgisches Bekenntnis), evangelisch-lutherische Kirche Österreichs
  - Evangelische Kirche H.B. (Helvetisches Bekenntnis), evangelisch-reformierte Kirche Österreichs
- Freikirchen in Österreich

#### Polen
- Evangelisch-Augsburgische Kirche in Polen, evangelisch-lutherische Kirche Polens
- Evangelisch-Reformierte Kirche in Polen

#### Rumänien
- Evangelische Kirche A. B. in Rumänien
- Evangelisch-Lutherische Kirche in Rumänien
- Reformierte Kirche in Rumänien

#### Russland
- Evangelisch-Lutherische Kirche in Russland, der Ukraine, in Kasachstan und Mittelasien (ELKRAS)
  - Evangelisch-Lutherische Kirche Europäisches Russland (ELKER)
- Evangelisch-Lutherische Kirche des Ingermanlandes in Russland

#### Schweden
- Schwedische Kirche
- Equmeniakyrkan
- Schwedische Missionsprovinz

#### Schweiz
- Bund Evangelisch-Lutherischer Kirchen in der Schweiz und im Fürstentum Liechtenstein
- Evangelisch-reformierte Kirchen der Schweiz, Überbegriff für alle reformierten Landeskirchen bzw. Kantonalkirchen der Schweiz
- Evangelisch-reformierte Kirche Schweiz, Zusammenschluss der reformierten Kantonalkirchen und der Evangelisch-Methodistischen Kirche der Schweiz

Weitere evangelische Kirchen in der Schweiz siehe auch unter Verband Evangelischer Freikirchen und Gemeinden in der Schweiz oder Freikirche.

#### Serbien
- Slowakische Evangelische Kirche Augsburgischen Bekenntnisses in Serbien

#### Slowakei
- Evangelische Kirche Augsburgischen Bekenntnisses in der Slowakei
- Reformierte Christliche Kirche in der Slowakei
- Tschechoslowakische Hussitische Kirche

#### Slowenien
- Evangelische Kirche Augsburgischen Bekenntnisses in Slowenien

#### Spanien
- Spanische Evangelische Kirche

#### Tschechien
- Tschechoslowakische Hussitische Kirche
- Evangelische Kirche der Böhmischen Brüder
- Schlesische Evangelische Kirche A.B.

#### Ukraine
- Deutsche Evangelisch-Lutherische Kirche der Ukraine
- Reformierte Kirche in Transkarpatien
- Ukrainische Lutherische Kirche

#### Ungarn
- Evangelisch-Lutherische Kirche in Ungarn
- Reformierte Kirche in Ungarn

#### Vereinigtes Königreich
- Church of Scotland
- Free Church of Scotland
- Free Presbyterian Church of Scotland
- United Free Church of Scotland
- Baptist Union of Great Britain
- United Reformed Church
- Methodist Church of Great Britain
- Presbyterian Church of Wales
- Union of Welsh Independents
- Presbyterian Church in Ireland (mit Sitz und Hauptverbreitung in Nordirland)

### Afrika

#### Ägypten
- Koptische Evangelische Kirche

#### Äthiopien
- Mekane-Yesus-Kirche

#### Angola
- Evangelisch-Lutherische Kirche Angolas

#### Ghana
- Evangelical Presbyterian Church Ghana
- Presbyterianische Kirche von Ghana

#### Kamerun
- Evangelisch-Lutherische Kirche in Kamerun
- Presbyterianische Kirche in Kamerun

#### Kenia
- Methodist Church in Kenya
- Presbyterianische Kirche von Ostafrika

#### Madagaskar
- Fiangonana Loterana Malagasy

#### Mosambik
- Presbyterianische Kirche von Mosambik

#### Namibia
- Evangelisch-Lutherische Kirche in Namibia (DELK)
- Evangelisch-Lutherische Kirche in Namibia (ELCIN)
- Evangelisch-Lutherische Kirche in der Republik Namibia (ELCRN)

#### Nigeria
- Evangelical Church of West Africa
- Methodistische Kirche Nigeria
- Presbyterianische Kirche von Nigeria

#### Südafrika
- Evangelisch-Lutherische Kirche im Südlichen Afrika
- Evangelisch-Lutherische Kirche im Südlichen Afrika (Kapkirche)
- Evangelisch-Lutherische Kirche im Südlichen Afrika (Natal-Transvaal)
- Freie Evangelisch-Lutherische Synode in Südafrika
- Niederländisch-reformierte Kirche (Südliches Afrika)
- United Congregational Church of Southern Africa
- Uniting Reformed Church in Southern Africa

#### Tansania
- Evangelisch-Lutherische Kirche in Tansania

#### Togo
- Presbyterianische Evangelische Kirche von Togo

### Amerika

#### Argentinien
- Evangelische Kirche am La Plata

#### Brasilien
- Evangelische Kirche Lutherischen Bekenntnisses in Brasilien

#### Kanada
- Evangelical Lutheran Church in Canada
- Lutherische Kirche – Kanada
- United Church of Canada

#### Paraguay
- Evangelische Kirche am La Plata

#### Uruguay
- Evangelische Kirche am La Plata

#### Vereinigte Staaten von Amerika
- African Methodist Episcopal Church
- African Methodist Episcopal Zion Church
- Apostolische Lutherische Kirche von Amerika
- Christian Church (Disciples of Christ)
- Christian Methodist Episcopal Church
- Church of the Brethren
- Cumberland Presbyterian Church
- Evangelical Lutheran Church in America
- Evangelisch-Lutherische Wisconsin-Synode
- Latvian Evangelical Lutheran Church in America
- Lutheran Church – Missouri Synod
- National Association of Congregational Christian Churches
- Orthodox Presbyterian Church
- Presbyterian Church (U.S.A.)
- Reformed Church in America
- Reformed Church in the United States
- United Church of Christ

### Asien

#### Bangladesh
- Church of Bangladesh

#### Georgien
- Evangelisch-Lutherische Kirche in Georgien

#### Iran
- Assyrisch-evangelische Kirche

#### Israel
- Evangelisch-Lutherische Kirche in Jordanien und im Heiligen Land

#### Indien
- Church of North India
- Church of South India
- Evangelische St.-Thomas-Kirche von Indien
- Hindustani Covenant Church
- Samavesam of Telugu Baptist Churches
- United Evangelical Lutheran Church in India

#### Indonesien
- Huria Kristen Batak Protestan

#### Japan
- Vereinigte Kirche Christi in Japan

#### Jordanien
- Evangelisch-Lutherische Kirche in Jordanien und im Heiligen Land

#### Kasachstan
- Evangelisch-Lutherische Kirche in der Republik Kasachstan

#### Kirgistan
- Evangelisch-Lutherische Kirche in der Kirgisischen Republik

#### Pakistan
- Church of Pakistan

#### Russland
- Evangelisch-Lutherische Kirche in Russland, der Ukraine, in Kasachstan und Mittelasien
  - Evangelisch-Lutherische Kirche Ural, Sibirien und Ferner Osten

#### Usbekistan
- Evangelisch-Lutherische Kirche in Usbekistan

### Australien und Ozeanien

#### Australien
- Lutherische Kirche Australiens
- Uniting Church in Australia

#### Fidschi
- Methodist Church in Fiji and Rotuma

#### Neuseeland
- Presbyterian Church of Aotearoa New Zealand

#### Papua-Neuguinea
- Evangelisch-Lutherische Kirche von Papua-Neuguinea
- Lutherische Gutnius-Kirche
- United Church in Papua New Guinea

#### Tuvalu
- Ekalesia Kelisiano Tuvalu

### Deutschland
- Evangelisch-methodistische Kirche
- Evangelische Kirche in Deutschland
- Selbständige Evangelisch-Lutherische Kirche
- Union Evangelischer Kirchen
- Vereinigung Evangelischer Freikirchen
- Typisch Evangelisch – Infoseite

### Österreich
- Evangelische Kirche in Österreich

### Schweiz
- Evangelisch-reformierte Kirche der Schweiz

### Europa
- Gemeinschaft Evangelischer Kirchen in Europa – Leuenberger Kirchengemeinschaft (GEKE)